# Regno di Gwynedd
Il regno del Gwynedd è uno dei reami in cui era diviso il Galles nel Medioevo. In origine questo territorio era noto col nome di Venedotia, nome poi trasformato in Gwynedd, ed era stato occupato dal popolo celtico degli ordovici. La capitale dapprima era Deganwy, dove Maelgwn ap Cadwallon (morto nel 547) aveva la sua roccaforte. In seguito fu però spostata ad Aberffraw, nell'isola di Anglesey, tant'è vero che il sovrano del Gwynedd era spesso definito Principe di Aberffraw o Signore di Aberffraw.
Secondo la tradizione, il capostipite della dinastia fu Cunedda ap Edern (386 circa–460 circa), che era migrato coi suoi figli e seguaci dall'attuale Scozia settentrionale. Questo regno conobbe il suo massimo splendore al tempo di Llywelyn Fawr ap Iorwerth  (1173?-1240). I re inglesi ebbero un bel da fare per imporre il loro dominio sul Gwynedd, la cui indipendenza terminò nel tardo 1282/1283, dopo la morte di Llywelyn III e l'esecuzione del fratello Dafydd II. L'annessione al regno d'Inghilterra fu sancita dallo
Statuto di Rhuddlan (1284).
Molte furono le ribellioni che scoppiarono nei secoli successivi contro il dominio inglese, tra cui quelle del principe Madoc nel 1294, di Owain Lawgoch tra il 1372 e il 1378 e di Owain Glyndŵr (1400).

### Esplicative
1. ↑  In particolare il gallese antico fino al XII secolo, il medio gallese tra il XII e il XIV secolo.
2. ↑  Il latino britannico rimase in uso fino all'VIII secolo, mentre il latino medievale trovò in seguito impiego in campo giuridico e liturgico.

### Bibliografiche
1. ↑  (EN) Thomas Parry e Idris Bell, A History of Welsh Literature, Oxford University Press, 1955.
2. ↑  (EN) A.G. Bradley, Owen Glyndwr and the Last Struggle for Welsh Independence, New York city, G. P. Putnam's Sons, 1º febbraio 2013  [1901].
3. ↑  (EN) Deganwy castle, su castlesfortsbattles.co.uk. URL consultato il 22 dicembre 2023 (archiviato dall'url originale il 16 maggio 2022).
4. 1 2  (EN) J.E. Lloyd, A History of Wales; From the Norman Invasion to the Edwardian Conquest, New York, Barnes & Noble Publishing, Inc., 2004  [1911], ISBN 0-7607-5241-9.
5. ↑  (EN) Angharad Llwyd, A history of the island of Anglesey, 1832,  pp. 112-113.
6. ↑  (EN) Aber Castle (Garth Celyn), su sarahwoodbury.com, 26 luglio 2017.
7. ↑  (EN) John Davies, A History of Wales, Penguin Group, 1994,  p. 151, ISBN 0140284753.
8. ↑  (EN) Vladislav Tsypin, The Church in Seventh Century Celtic Britain, su orthochristian.com. URL consultato il 22 dicembre 2023.